# 4 de Abril Futebol Clube do Cuando Cubango
4 de Abril Futebol Clube do Cuando Cubango, kurz 4 de Abril FC, ist ein angolanischer Fußballverein aus Menongue, der Hauptstadt der Provinz Cubango, die 2024 aus der Aufteilung der Provinz Cuando Cubango entstand.
Der Klub empfängt seine Gäste im städtischen, 5.000 Zuschauer fassenden Estádio Municipal de Menongue, auch Campo da Banca genannt.

## Geschichte
Benannt hat sich der Verein nach dem Datum des Waffenstillstands des Bürgerkriegs in Angola am 4. April 2002. Ein genaues Gründungsdatum ist bisher jedoch weder der Liga noch den Medien bekannt gemacht geworden.
Seit 2013 ist der Angolaner João Machado Trainer der Mannschaft. Machado gilt als besonders erfahrener Trainer des Girabola, der obersten Spielklasse Angolas, in der er seit 33 Jahren verschiedene Mannschaften trainiert. Die Verpflichtung des Trainers durch einen Verein der zweiten Liga (Gira Angola, meist Segundona genannt) wurde durch das Engagement der Provinzregierung möglich.
Unter Machado stieg der Klub 2015 erstmals in den Girabola auf. Damit ist die Provinz Cuando Cubango erstmals wieder in der obersten Profiliga Angolas vertreten, seit dem kurzen Gastspiel des FC Chicoil in der Saison 1998.
Mit einem Kader von 26 Spielern startete der Klub im Februar 2016 in seine erste Profi-Saison. Unter den Neuzugängen waren auch internationale Spieler, der Kameruner Dikongue von Union Douala, und die Brasilianer Stefani und Dário vom Guarani FC.